# Spartakusdenkmal

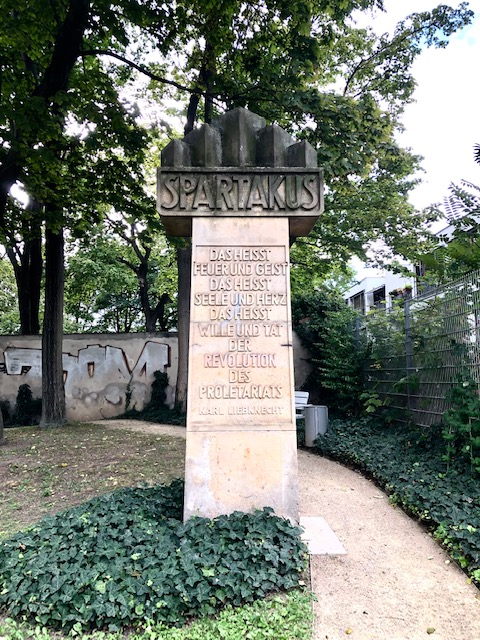
Spartakusdenkmal, Vorderseite

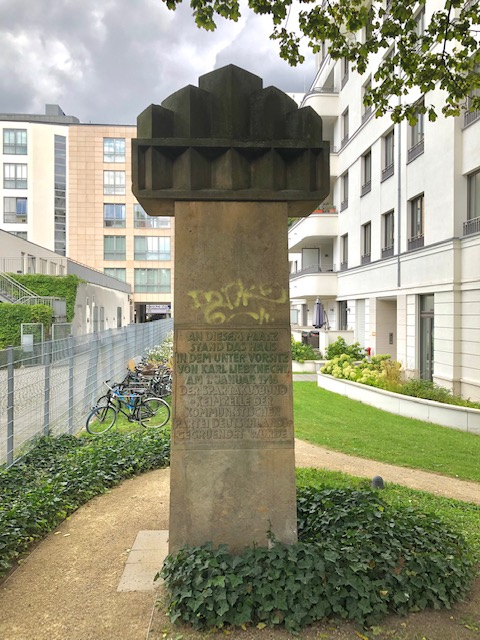
Spartakusdenkmal, Rückseite

Das Spartakusdenkmal in Berlin erinnert an die Gründung am 1. Januar 1916 der Spartakusgruppe, die 1918 in Spartakusbund umbenannt wurde und Keimzelle der Kommunistischen Partei Deutschlands war.

## Standort
Das Denkmal steht im Hinterhof eines mehrstöckigen Wohnhausneubaus in der Chausseestraße 121 in Berlin und ist tagsüber öffentlich zugänglich. Der Zugang ist von der Straße, wo am Eingangstor unter der eigentlichen Wohnungsklingel eine Klingel mit dem Namen Denkmal befestigt ist. Diese öffnet die Gittertür zur Durchfahrt und zum Hinterhof mit dem Denkmal.

## Historischer Hintergrund
Im Umfeld des Kiezes um die Chausseestraße entstand nach 1800 die erste frühkapitalistische Schwerindustrie des Königreichs Preußens, gefolgt von den ersten Eisenbahnproduktionsstätten des Landes unter Borsig (Unternehmen)#Gründung und erster Lokomotivbau. Die damaligen Arbeiter mussten i. d. R. 12 Stunden bei 6 Tagen die Woche bei ihrem Unternehmen schuften.
Am 1. Januar 1916 traf sich an dieser historischen Stelle in einem Haus unter dem Vorsitz von Karl Liebknecht eine Gruppe marxistischer SPD-Funktionäre – darunter Käte Duncker, Hugo Eberlein, Franz Mehring und Rudolf Lindau – zur sogenannten 1. Reichskonferenz der „Gruppe Internationale“. Dabei nahm sie die von Rosa Luxemburg in der sog. Schutzhaft zur Wilhelminischen Kaiserzeit verfassten „Leitsätze über die Aufgaben der internationalen Sozialdemokratie“ als ihr Programm an. Am 27. Januar erschien der erste der „Spartakusbriefe“ als Publikationsorgan der Gruppe, benannt nach dem Anführer eines römischen Sklavenaufstands, in dem die Ziele der Gruppe dargelegt wurden: eine internationale Revolution des Proletariats zum Sturz von Kapitalismus, Imperialismus und Militarismus weltweit. Da der Volksmund der Gruppe daraufhin den Namen „Spartakus“ zulegte, nannte diese sich nun ihrerseits „Spartakusgruppe“. Der Gruppe traten schnell weitere Mitglieder bei und sie schloss sich 1917 der im April des Jahres von der SPD abgespaltenen Unabhängigen Sozialdemokratischen Partei Deutschlands (USPD) als linker Flügel an. Im Zuge der Novemberrevolution 1918 gründete sich der Bund am 11. November 1918 neu als deutschlandweite, parteiunabhängige Organisation mit dem Namen „Spartakusbund“ und dem Ziel einer gesamtdeutschen Räterepublik. Am 1. Januar 1919 ging der Bund in der neu gegründeten Kommunistischen Partei Deutschlands (KPD) auf.

## Vorgeschichte

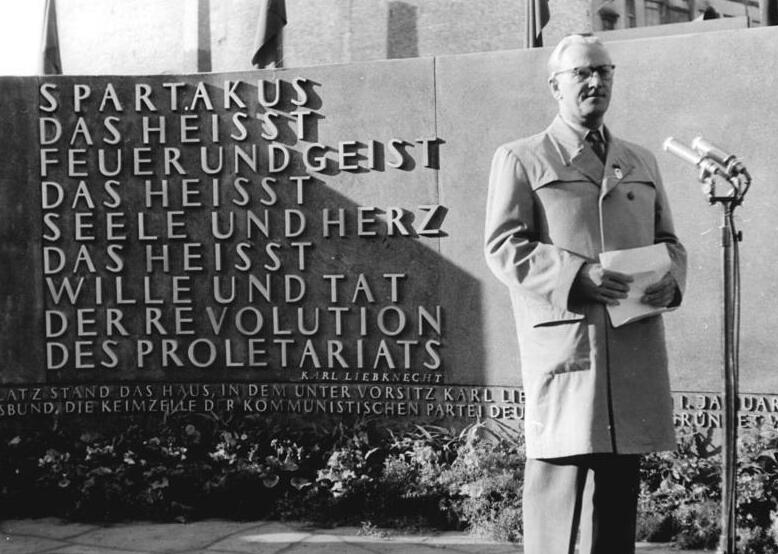
Einweihung der Gedenkstätte 1958

Die Spartakus-Gedenkstätte als solche war bereits am 8. November 1958 in einer Feierstunde mit zahlreicher Beteiligung eingeweiht worden. Sie bestand aus der an einer etwa zwei Meter hohen gewölbten Wand angebrachten Inschrift eines Zitats von Karl Liebknecht: „Spartakus, Das heisst Feuer und Geist, das heisst Seele und Herz, das heisst Wille und Tat der Revolution des Proletariats“. Darunter stand in kleinerer Schrift: „Hier stand das Haus, in dem unter Vorsitz von Karl Liebknecht am 1. Januar 1916 der Spartakusbund – Keimzelle der kommunistischen Partei Deutschlands – gegründet wurde“.

## Das Denkmal
Das heutige Denkmal wurde 1977 nach einem Entwurf von Dietrich Grüning an gleicher Stelle errichtet. Es blieb auch nach der Wiedervereinigung erhalten, obwohl eine am 27. März 1992 gebildete Berliner Senatskommission 1993 den Abriss des Denkmals empfohlen hatte. Es wurde 2009 im Zusammenhang mit der Neubebauung des Grundstücks saniert und sein Standort wurde leicht verschoben. Die Stele aus drei gegossenen Kunststeinblöcken mit erhabenen Lettern und seitlich vorkragendem, zweizonigem Aufsatz steht östlich vor (d. h. außerhalb) der Begrenzungsmauer des Friedhofs der Dorotheenstädtischen und Friedrichswerderschen Gemeinden. Der Aufsatz trägt die Inschrift „SPARTAKUS“ und darüber eine neoexpressionistisch abstrahierte Darstellung einer Flamme. Dadurch ergibt das Denkmal den Eindruck einer stilisierten Fackel. Die Frontseite des Denkmals unterhalb des Aufsatzes trägt in Versalien erneut das Zitat Karl Liebknechts:

„DAS HEISST / FEUER UND GEIST / DAS HEISST / SEELE UND HERZ / DAS HEISST / WILLE UND TAT / DER / REVOLUTION / DES / PROLETARIATS / KARL LIEBKNECHT“

„AN DIESEM PLATZ STAND DAS HAUS, IN DEM UNTER VORSITZ VON / KARL LIEBKNECHT / AM 1. JANUAR 1916   DIE SPARTAKUSGRUPPE, DIE KEIMZELLE DER KOMMUNISTISCHEN PARTEI DEUTSCHLANDS, GEGRÜNDET WURDE“